# Primera División Uruguaya 2001
Il campionato era formato da diciotto squadre e il Nacional vinse il titolo.

## Gruppo A
| Pos. | Squadra     | G | V | N | P | GF | GS | Punti |
| ---- | ----------- | - | - | - | - | -- | -- | ----- |
| 1    | Nacional    | 6 | 4 | 1 | 1 | 13 | 6  | 13    |
| 2    | Danubio     | 6 | 4 | 1 | 1 | 14 | 9  | 13    |
| 3    | Bella Vista | 6 | 3 | 2 | 1 | 13 | 7  | 11    |
| 4    | Cerro       | 6 | 2 | 2 | 2 | 10 | 7  | 8     |
| 5    | Fénix       | 6 | 2 | 1 | 3 | 8  | 9  | 7     |
| 6    | Rentistas   | 6 | 2 | 0 | 4 | 5  | 12 | 6     |
| 7    | River Plate | 6 | 0 | 1 | 5 | 4  | 17 | 1     |

G = Partite giocate; V = Vittorie; N = Nulle/Pareggi; P = Perse; GF = Goal fatti; GS = Goal subiti; 

## Gruppo B
| Pos. | Squadra              | G | V | N | P | GF | GS | Punti |
| ---- | -------------------- | - | - | - | - | -- | -- | ----- |
| 1    | Peñarol              | 5 | 4 | 1 | 0 | 8  | 3  | 13    |
| 2    | Defensor Sporting    | 5 | 2 | 1 | 2 | 10 | 9  | 7     |
| 3    | Central Español      | 5 | 2 | 1 | 2 | 10 | 9  | 7     |
| 4    | Racing Montevideo    | 5 | 2 | 1 | 2 | 5  | 7  | 7     |
| 5    | Montevideo Wanderers | 5 | 1 | 2 | 2 | 9  | 11 | 5     |
| 6    | Huracán Buceo        | 5 | 0 | 2 | 3 | 5  | 8  | 2     |

G = Partite giocate; V = Vittorie; N = Nulle/Pareggi; P = Perse; GF = Goal fatti; GS = Goal subiti; 

## Gruppo C
| Pos. | Squadra              | G | V | N | P | GF | GS | Punti |
| ---- | -------------------- | - | - | - | - | -- | -- | ----- |
| 1    | Juventud Las Piedras | 4 | 2 | 1 | 1 | 5  | 3  | 7     |
| 2    | Paysandú Bella Vista | 4 | 1 | 2 | 1 | 3  | 3  | 5     |
| 3    | Deportivo Maldonado  | 4 | 1 | 2 | 1 | 2  | 2  | 5     |
| 4    | Tacuarembó           | 4 | 1 | 2 | 1 | 4  | 5  | 5     |
| 5    | Rocha                | 4 | 1 | 1 | 2 | 5  | 6  | 4     |

G = Partite giocate; V = Vittorie; N = Nulle/Pareggi; P = Perse; GF = Goal fatti; GS = Goal subiti; 

## Complessivo
| Pos | Club                 | P  | W  | D | L  | GF | GA | Pts |
| 1   | Peñarol              | 17 | 12 | 3 | 2  | 30 | 16 | 39  |
| 2   | Danubio              | 17 | 11 | 5 | 1  | 42 | 24 | 38  |
| 3   | Defensor Sporting    | 17 | 11 | 3 | 3  | 42 | 22 | 36  |
| 4   | Nacional             | 17 | 8  | 7 | 2  | 37 | 20 | 31  |
| 5   | Bella Vista          | 17 | 9  | 4 | 4  | 36 | 24 | 31  |
| 6   | Fénix                | 17 | 9  | 2 | 6  | 31 | 21 | 29  |
| 7   | Montevideo Wanderers | 17 | 7  | 6 | 4  | 27 | 20 | 27  |
| 8   | Tacuarembó           | 17 | 5  | 7 | 5  | 22 | 22 | 22  |
| 9   | Central Español      | 17 | 5  | 5 | 7  | 27 | 26 | 20  |
| 10  | Racing Montevideo    | 17 | 5  | 5 | 7  | 18 | 24 | 20  |
| 11  | Cerro                | 17 | 5  | 4 | 8  | 23 | 20 | 19  |
| 12  | Juventud Las Piedras | 17 | 5  | 3 | 9  | 16 | 24 | 18  |
| 13  | Rentistas            | 17 | 5  | 3 | 9  | 14 | 29 | 18  |
| 14  | Paysandú Bella Vista | 17 | 3  | 7 | 7  | 15 | 26 | 16  |
| 15  | Huracán Buceo        | 17 | 3  | 6 | 8  | 25 | 31 | 15  |
| 16  | River Plate          | 17 | 3  | 6 | 8  | 11 | 25 | 15  |
| 17  | Deportivo Maldonado  | 17 | 3  | 5 | 9  | 13 | 32 | 14  |
| 18  | Rocha                | 17 | 2  | 3 | 12 | 17 | 40 | 9   |

G = Partite giocate; V = Vittorie; N = Nulle/Pareggi; P = Perse; GF = Goal fatti; GS = Goal subiti; 

### Apertura
| Pos. | Squadra              | G | V | N | P | GF | GS | Punti |
| ---- | -------------------- | - | - | - | - | -- | -- | ----- |
| 1    | Danubio              | 9 | 7 | 1 | 1 | 17 | 4  | 22    |
| 2    | Peñarol              | 9 | 6 | 3 | 0 | 18 | 7  | 21    |
| 3    | Nacional             | 9 | 6 | 0 | 3 | 15 | 9  | 18    |
| 4    | Montevideo Wanderers | 9 | 5 | 2 | 2 | 14 | 11 | 17    |
| 5    | Defensor Sporting    | 9 | 3 | 4 | 2 | 20 | 15 | 13    |
| 6    | Fénix                | 9 | 4 | 1 | 4 | 16 | 13 | 13    |
| 7    | Tacuarembó           | 9 | 2 | 2 | 5 | 9  | 14 | 8     |
| 8    | Bella Vista          | 9 | 2 | 0 | 7 | 12 | 20 | 6     |
| 9    | Paysandú Bella Vista | 9 | 1 | 2 | 6 | 5  | 19 | 5     |
| 10   | Juventud Las Piedras | 9 | 1 | 1 | 7 | 10 | 24 | 4     |

G = Partite giocate; V = Vittorie; N = Nulle/Pareggi; P = Perse; GF = Goal fatti; GS = Goal subiti; 

### Clausura
| Pos. | Squadra              | G | V | N | P | GF | GS | Punti |
| ---- | -------------------- | - | - | - | - | -- | -- | ----- |
| 1    | Nacional             | 9 | 6 | 3 | 0 | 19 | 7  | 21    |
| 2    | Danubio              | 9 | 6 | 0 | 3 | 19 | 13 | 18    |
| 3    | Peñarol              | 9 | 5 | 1 | 3 | 11 | 10 | 16    |
| 4    | Defensor Sporting    | 9 | 4 | 1 | 4 | 15 | 18 | 13    |
| 5    | Montevideo Wanderers | 9 | 3 | 3 | 3 | 12 | 10 | 12    |
| 6    | Juventud Las Piedras | 9 | 3 | 4 | 2 | 12 | 11 | 10    |
| 7    | Tacuarembó           | 9 | 3 | 1 | 5 | 9  | 9  | 10    |
| 8    | Fénix                | 9 | 2 | 4 | 3 | 10 | 12 | 10    |
| 9    | Paysandú Bella Vista | 9 | 2 | 3 | 4 | 13 | 18 | 9     |
| 10   | Bella Vista          | 9 | 1 | 0 | 8 | 8  | 20 | 3     |

G = Partite giocate; V = Vittorie; N = Nulle/Pareggi; P = Perse; GF = Goal fatti; GS = Goal subiti; 

### Andata
| Arbitro: | Larrionda |

| |            | |
| Abreu 32’ Vanzini 36’ | Marcatori  | 11’ (aut.) Cardozo 15’ Da Silva |
| · Munúa P · Del Campo D · Lembo D · Rodríguez D · 46’ Cardozo D · Jorgeão D · 37’ Vanzini C · Morales C · 77’ Varela C · Coelho C · 62’ Gutiérrez C · Camejo C · Abreu A · Morales A | Formazioni | · P Contreras · D Moas · D Lucas · D Báez · D Anchén · C Gaglianone · C Sosa 37’ · C Pellegrín 87’ · D Silva · C Olivera · A Da Silva · A Risso |
| De León | Allenatori | Krasouski |

### Ritorno
| Arbitro: | Feldman |

| |            | |
| Olivera 3’ | Marcatori  | 18’ Abreu 60’ Varela |
| · Contreras P · Moas D · 60’ Lucas D · Báez D · 37’ 62’ Silva D · Perrone A · Gaglianone D · Anchén C · Pellegrín C · 81’ Olivera C · Ojeda C · Da Silva A · 75’ Risso A · 77’ López A | Formazioni | · P Munúa 89’ · D Del Campo · D Lembo · D Rodríguez · D Jorgeão · C Camejo 57’ · C Morales · C Varela 88’ · A Sosa · C Gutiérrez 61’ · A Núñez · A Abreu · A Morales 36’ 61’ · C Coelho |
| Krasouski | Allenatori | De León |

## Gruppi retrocessione

### Gruppo A
| Pos. | Squadra           | G  | V  | N  | P  | GF | GS | Punti |
| ---- | ----------------- | -- | -- | -- | -- | -- | -- | ----- |
| 1    | Central Español   | 31 | 13 | 9  | 9  | 49 | 35 | 48    |
| 2    | Cerro             | 31 | 12 | 8  | 11 | 48 | 36 | 44    |
| 3    | River Plate       | 31 | 8  | 13 | 10 | 25 | 37 | 37    |
| 4    | Racing Montevideo | 31 | 7  | 12 | 12 | 32 | 45 | 33    |
| 5    | Rentistas         | 31 | 8  | 7  | 16 | 29 | 51 | 31    |
| 6    | Huracán Buceo     | 31 | 5  | 11 | 15 | 37 | 53 | 26    |

G = Partite giocate; V = Vittorie; N = Nulle/Pareggi; P = Perse; GF = Goal fatti; GS = Goal subiti; 

### Gruppo B
| Pos. | Squadra             | G  | V | N  | P  | GF | GS | Punti |
| ---- | ------------------- | -- | - | -- | -- | -- | -- | ----- |
| 1    | Deportivo Maldonado | 31 | 8 | 10 | 13 | 31 | 48 | 34    |
| 2    | Rocha               | 31 | 6 | 8  | 17 | 35 | 59 | 26    |

G = Partite giocate; V = Vittorie; N = Nulle/Pareggi; P = Perse; GF = Goal fatti; GS = Goal subiti; 

## Classifica marcatori
| Gol |  |  | Giocatore      | Squadra           |
| --- |  |  | -------------- | ----------------- |
| 21  |  |  | Eliomar Marcón | Defensor Sporting |